# Xian de Xifeng (Guizhou)
Pour les articles homonymes, voir Xifeng.
Le xian de Xifeng (息烽县 ; pinyin : Xīfēng Xiàn) est un district administratif de la province du Guizhou en Chine. Il est placé sous la juridiction de la ville-préfecture de Guiyang.

## Démographie
La population du district était de 237 851 habitants en 1999.